# Kjell-Åke Hamrén
Kjell-Åke Hamrén, född 6 juli 1954, är en svensk musikförläggare och violinist, med framträdanden främst inom folk- och kammarmusik.

## Biografi
Kjell-Åke Hamrén  har en fil. kand. från Uppsala universitet och forskar sedan 2016 om framväxten av en specifikt svensk violinpedagogik under 1950- och 60-talen.
Han är initiativtagare till kammarmusikfestivalen Musik mellan fjärdarna i Hudiksvall, konstnärlig ledare för Hesselby kammarmusikfestival och var 2015–2019 ordförande i Mazerska kvartettsällskapet.
Kjell-Åke Hamrén är styrelseordförande i Doremir Music Research och var åren 2012–2017 styrelseordförande i Stim. Som ordförande fördjupade han Stims samarbete med brittiska PRS for Music och tyska GEMA i den europeiska musikrättighetshubben International Copyright Enterprise, där han också var styrelseordförande 2013–2014.
Som musikförläggare har Kjell-Åke Hamrén varit aktiv såväl i eget bolag, Svenska Notförlaget respektive Musik och tanke, som i Sweden Music, Nordiska Musikförlaget och Warner/Chappell Music Scandinavia. Han har vidare varit ordförande i International Confederation of Music Publishers, musikförläggarbranschens internationella branschorganisation, ordförande i Musikförläggarna, de svenska musikförlagens branschorganisation, ordförande i ESTA Sweden, vice ordförande i ESTA, ordförande i ESTA Foundation, stråklärarförbundens nationella och internationella intresseorganisationer, ordförande i Järnåkerfonden, samt ledamot i prisnämnden Polar Music Prize.
Kjell-Åke Hamrén bor i Stockholm.